# Kleinenberg (Bad Pyrmont)
Kleinenberg ist ein Ortsteil der Kurstadt Bad Pyrmont im niedersächsischen Landkreis Hameln-Pyrmont.

## Geografie und Verkehrsanbindung
Der Ort liegt südöstlich der Kernstadt von Bad Pyrmont an der Landesstraße L 426. Unweit westlich verläuft die Landesgrenze zu Nordrhein-Westfalen, nordwestlich liegt der Flugplatz Bad Pyrmont.

## Eingemeindungen
Am 1. Januar 1973 wurde die bis dahin selbständige Gemeinde Kleinenberg eingegliedert.